# Omoteleuto

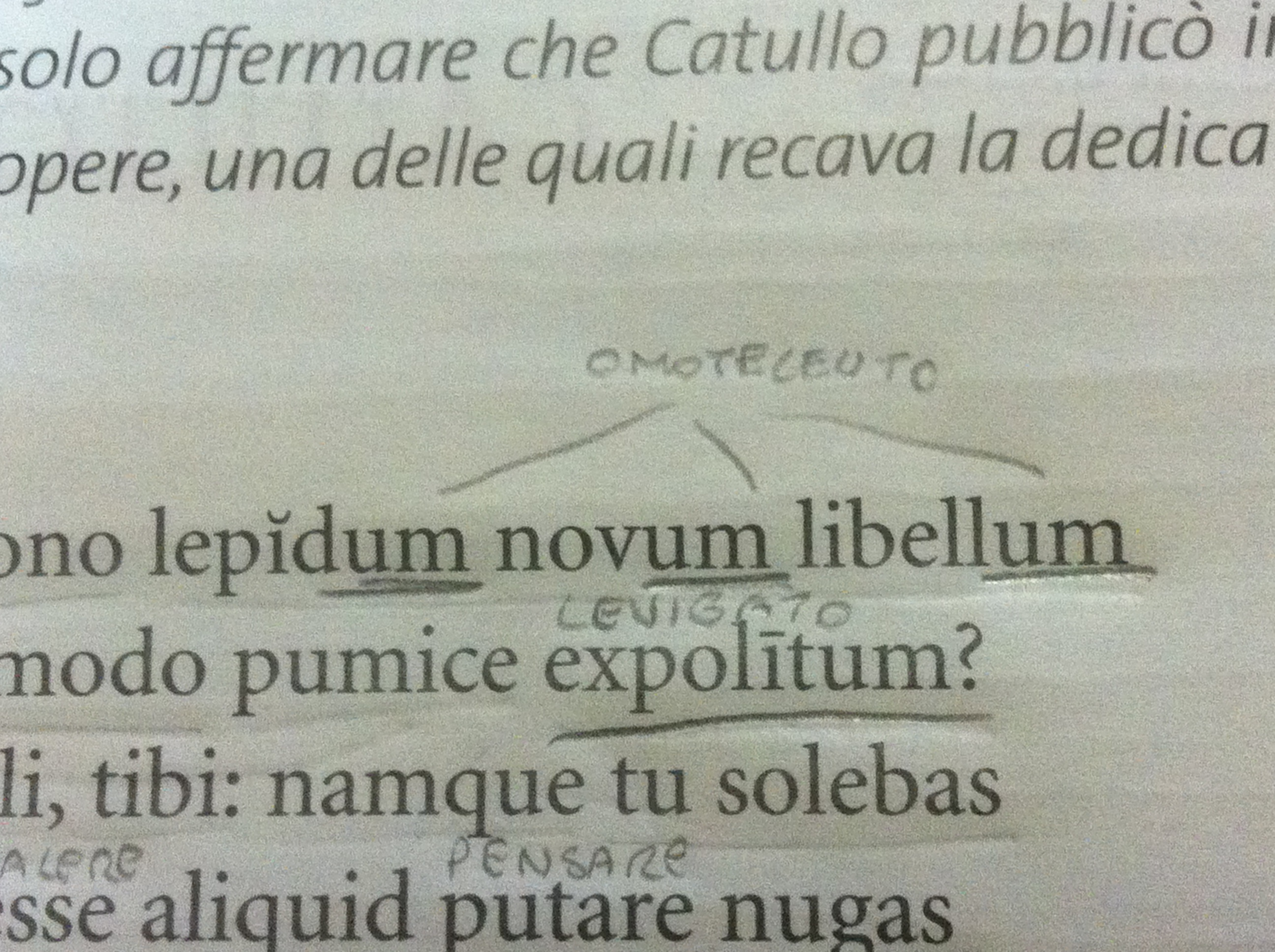
Tipico omoteleuto preso dal Liber di Catullo: Carmen I, "Dedica a Cornelio Nepote".

L'omotelèuto (o omeotelèuto o omoiotelèuto, dal Greco ὁμοιοτέλευτον, homoioteleuton, "finale simile") è una figura retorica che si ha quando due o più parole terminano alla stessa maniera o similmente.
Ha un equivalente sintattico nell'omeottoto, che consiste invece nel far terminare le parole con gli stessi casi.
La presenza di omoteleuti in un testo può causare, durante la copiatura di un manoscritto, un errore meccanico detto saut du même au même.

## Esempi
- "Vinco seu vincor, semper ego maculor " ("Che io vinca o sia vinto, sempre mi sporco");
- "Advenio has miseras, frater, ad inferias" ("Giungo presso queste misere spoglie, fratello"), Carme 101 di Catullo;
- "Immolabat auream victimam pulchram" ("Immolava una vittima, bella, dorata"), Bellum Poenicum di Gneo Nevio.

## Errore scribale
Nel campo della paleografia e della critica testuale, l'omoteleuto (più precisamente in critica testuale si preferisce il termine homeoteleuton) ha assunto anche il significato di una forma di errore copista presente nei testi antichi. Uno scriba scriverebbe una nuova copia di un libro riprodotto frequentemente, come la Bibbia. Mentre lo scriba leggeva il testo originale, i suoi occhi passavano da una parola alla stessa parola su una riga successiva, tralasciando una o due righe nella trascrizione; oppure, al contrario lo scriba non si accorge che sta copiando due volte la stessa riga di testo (questo fenomeno in critica testuale chiamato homoioarcton). Quando sono state fatte le trascrizioni della copia difettosa dello scriba (e non dell'originale) gli errori sono passati ai posteri.